# رادار هراکلس
هراکلس یک رادار آرایه ای اسکن شده الکترونیکی غیرفعال است که توسط گروه تالس ساخته شده‌است. این رادار تاکنون بر روی ناوچه‌های کلاس فریم و فریگیت کلاس فورمیدبل نیروی دریایی مالزی نصب شده‌است.
این رادار توان کشف ۴۰۰ هدف هوایی و سطحی را دارد و می‌تواند بصورت خودکار دست به شناسایی اهداف بزند. این رادار همچنین رادار درگیری موشک‌های پدافندی آستر نیز به حساب می‌آید.
- ناوچه فرانسوی کلاس فریم «آلزاس» در حال خروج از بندر پورت لوئیس. آنتن هراکلس بر روی برج کشتی قابل مشاهده است.